# شكاعة ناعمة
الشكاعة الناعمة أو شويكة أو شيكة أو ضريمة (باللاتينية: Fagonia mollis) نوع نباتي ينتمي إلى جنس الشكاعة من الفصيلة القديسية.

## الموئل والانتشار
موطنه بلاد الشام ومصر.